# Carter Hutton
Carter Hutton (* 19. Dezember 1985 in Thunder Bay, Ontario) ist ein ehemaliger kanadischer Eishockeytorwart. Zwischen 2013 und 2021 bestritt er insgesamt 235 Partien für fünf Teams der National Hockey League (NHL), den Großteil davon für die Nashville Predators und die Buffalo Sabres.

## Karriere
Hutton stand zu Beginn seiner Karriere zwischen 2006 und 2010 für die Universitätsmannschaft der University of Massachusetts Lowell in der Hockey East, welche in den Spielbetrieb der National Collegiate Athletic Association/Eishockey (NCAA) eingegliedert ist, im Tor. Im März 2010 wurde der Kanadier von den Philadelphia Flyers aus der National Hockey League (NHL) verpflichtet, jedoch unmittelbar an das Farmteam Adirondack Phantoms abgegeben. Dort absolvierte er vier Spiele in der zweitklassigen American Hockey League (AHL), ehe er im Vorfeld der Saison 2010/11 an die San Jose Sharks abgegeben wurde. Auch dort wurde der Linksfänger ausschließlich in der AHL eingesetzt und bestritt 22 Partien für die Worcester Sharks.
Im August 2011 wurde Hutton innerhalb der AHL zu den Rockford IceHogs transferiert, hatte in der Saison 2011/12 jedoch auch einige Einsätze für die Toledo Walleye in der unterklassigen ECHL. In der Saison 2012/13 stand der Kanadier erstmals in der NHL auf dem Eis, als er im April 2013 für ein Spiel von den Chicago Blackhawks, dem Kooperationspartner der IceHogs, in den Startkader berufen wurde. Anschließend verblieb er sowohl für den restlichen zwei Spiele der regulären Saison als auch für die ersten fünf Partien der Play-offs im NHL-Kader. Die Blackhawks gewannen im weiteren Verlauf der Play-offs schließlich den Stanley Cup, jedoch ist Huttons Name aufgrund seiner wenigen Einsätze nicht auf dem Pokal eingraviert.
Im Juli 2013 wechselte er zu den Nashville Predators und bekam dort in der folgenden Spielzeit, vor dem Hintergrund des verletzungsbedingten Ausfalls des etatmäßigen Stammtorhüters Pekka Rinne, auf Anhieb 40 Einsätze in der NHL und verzeichnete dabei eine Fangquote von 91 % sowie einen Gegentorschnitt von 2,62 Toren. In den Saisons 2014/15 und 2015/16 agierte Hutton hinter Rinne als Ersatztorwart, ehe er keinen neuen Vertrag in Nashville erhielt und sich infolgedessen im Juli 2016 als Free Agent den St. Louis Blues anschloss. Im Trikot der Blues führte er in der Saison 2017/18 alle Torhüter der Liga mit einer Fangquote von 93,1 % sowie mit einem Gegentorschnitt von 2,09 an.
Dennoch wurde sein auslaufender Vertrag im Sommer 2018 nicht verlängert, sodass er im Juli 2018 als Free Agent einen Dreijahresvertrag bei den Buffalo Sabres unterzeichnete. Dort fungierte er in der Spielzeit 2018/19 erstmals in seiner Karriere als „Nummer 1“ und bestritt 50 Partien, von denen er 18 gewinnen konnte. Im Folgejahr teilte er sich die Einsatzzeit zu etwa gleichen Teilen mit Linus Ullmark. Im Sommer 2021 wurde er dann erneut zum Free Agent, sodass er sich im Juli 2021 im Rahmen eines Einjahresvertrages den Arizona Coyotes anschloss. Nachdem er dort bis Februar 2022 aufgrund einer im Oktober 2021 erlittenen Knieverletzung lediglich drei Einsätze absolviert hatte, wurde er zu den Toronto Maple Leafs transferiert. Dort kam er jedoch nicht mehr zum Einsatz, ehe er im Juni 2022 seine aktive Karriere für beendet erklärte. Insgesamt hatte er 235 NHL-Partien absolviert.

## Karrierestatistik
(Legende zur Torhüterstatistik: GP oder Sp = Spiele insgesamt; W oder S = Siege; L oder N = Niederlagen; T oder U oder OT = Unentschieden oder Overtime- bzw. Shootout-Niederlage; Min. = Minuten; SOG oder SaT = Schüsse aufs Tor; GA oder GT = Gegentore; SO = Shutouts; GAA oder GTS = Gegentorschnitt; Sv% oder SVS% = Fangquote; EN = Empty Net Goal; 1 Play-downs/Relegation; Kursiv: Statistik nicht vollständig)